# Arsenale Navale di Kure

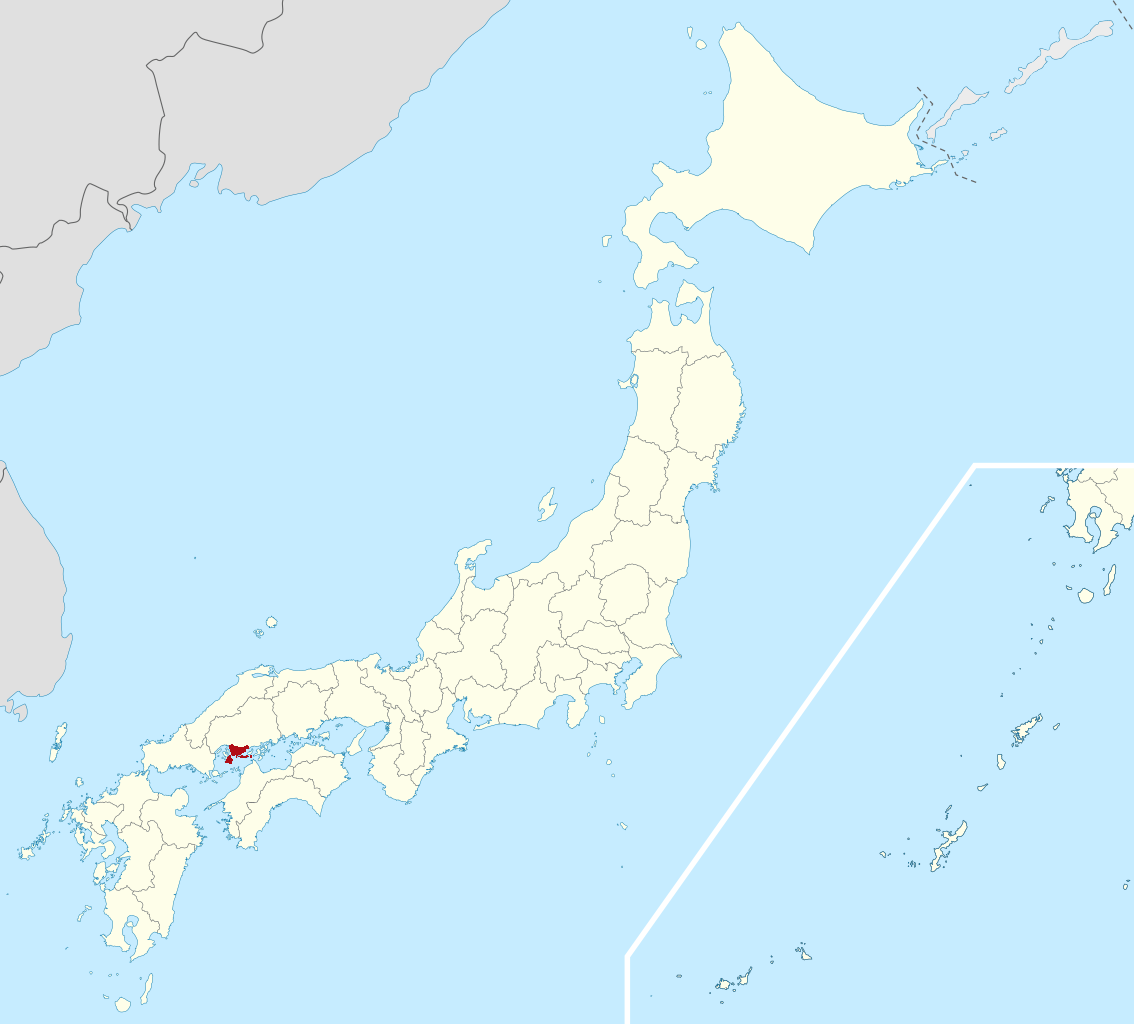
Mappa della posizione di Kure

L'Arsenale Navale di Kure (呉海軍工廠?, Kure Kaigun Kōshō) era uno dei principali cantieri navali posseduto e operato dalla Marina Imperiale Giapponese.

## Storia

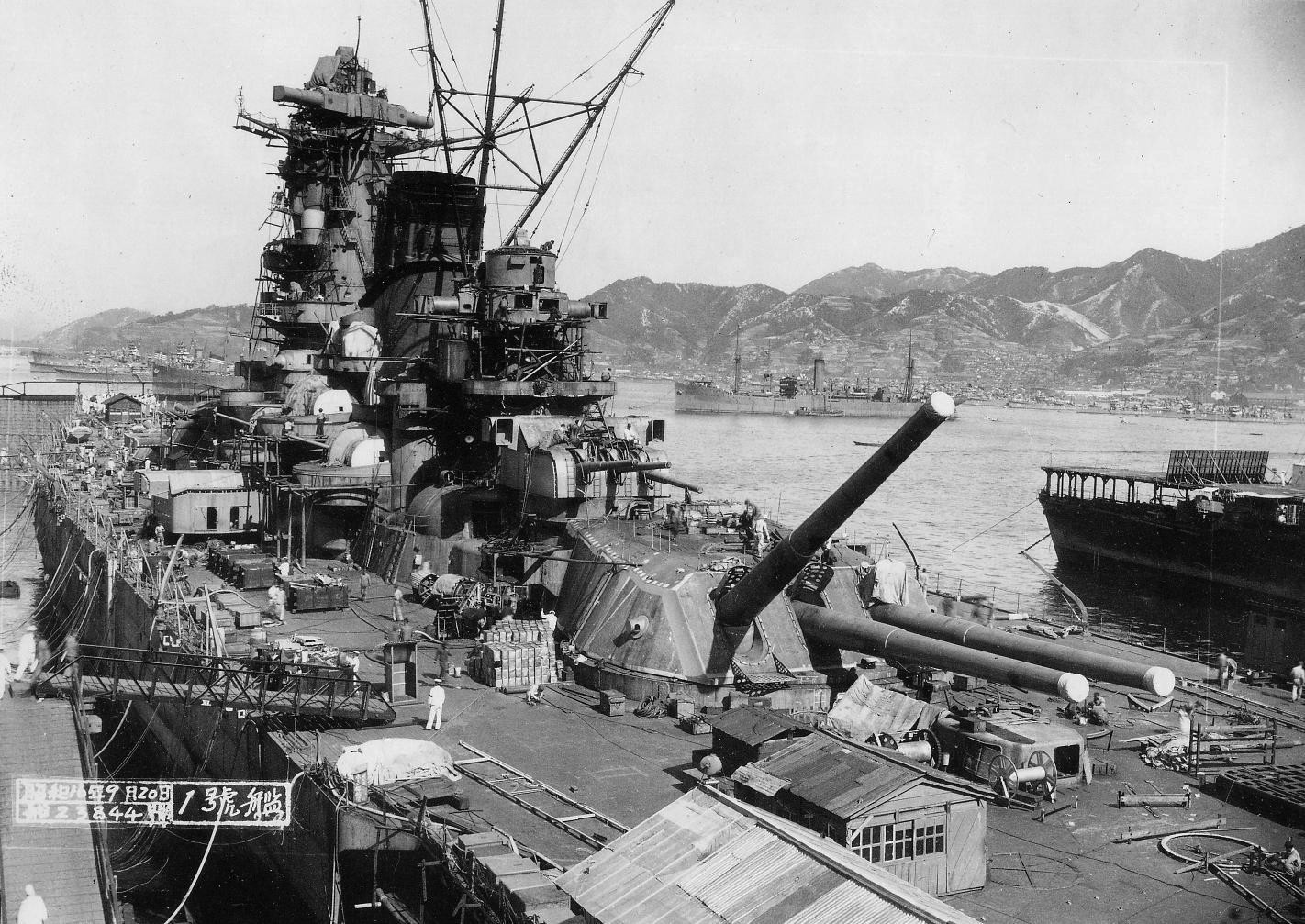
La corazzata Yamato in costruzione presso l'arsenale navale di Kure, 1941

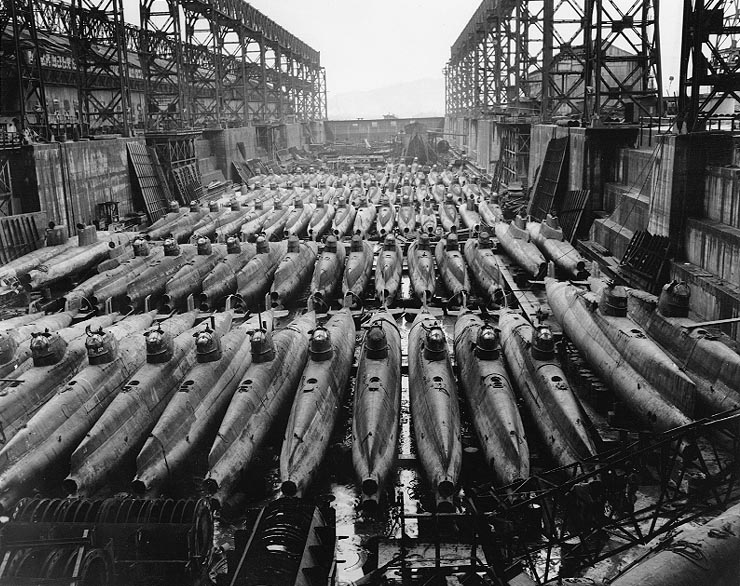
Sottomarini tascabili in un bacino di carenaggio a Kure, 1945

Il Distretto Navale di Kure fu istituito a Kure, Hiroshima, nel 1889, come secondo distretto navale responsabile della difesa delle isole giapponesi. Contemporaneamente all'istituzione della base navale, fu anche costruito un impianto di riparazione navale, inizialmente trasferendo le attrezzature dai cantieri navali di Onohama, vicino a Kobe. La costruzione fu supervisionata dall'ingegnere francese Louis-Émile Bertin. La prima nave da guerra costruita a Kure, la Miyako, fu varata nel 1897. I "Cantieri Navali di Kure" furono ufficialmente ribattezzati "Arsenale Navale di Kure" nel 1903.
Kure si sviluppò fino a diventare uno dei più grandi cantieri navali dell'Impero giapponese, in grado di gestire le navi più grandi. L'arsenale comprendeva un'importante acciaieria (costruita con l'assistenza britannica) e anche impianti per la produzione di artiglieria navale e proiettili. Le corazzate Yamato e Nagato furono progettate e costruite a Kure.
Le strutture dell'arsenale navale di Kure furono ripetutamente bombardate dalla Marina e dall'Aeronautica militare degli Stati Uniti durante la guerra del Pacifico e oltre il 70% dei suoi edifici e delle sue attrezzature andò distrutto.
Dopo la resa del Giappone nel 1945, l'arsenale navale di Kure fu consegnato a civili.

## Strutture attuali
Gli ampi bacini di carenaggio, gli edifici per la costruzione navale, la riparazione e strutture ingegneristiche sono ora di proprietà e sotto gestione dalla Japan Marine United, uno dei più grandi costruttori navali mercantili e militari del Giappone.

## Esempi di navi costruite presso l'arsenale navale di Kure

### Corazzate
- Yamato, corazzata di classe Yamato 1941
- Nagato, corazzata di classe Nagato 1920
- Settsu, corazzata di classe Kawachi 1912

### Incrociatori da battaglia/incrociatori corazzati
- Akagi, incrociatore da battaglia di classe Amagi / portaerei di classe Akagi 1925
- Ibuki, incrociatore da battaglia di classe Ibuki del 1909
- Tsukuba, incrociatore da battaglia di classe Tsukuba del 1907

### Portaerei
- Katsuragi, portaerei di classe Unryū 1945
- Portaerei Sōryū, 1937
- Portaerei di scorta di classe Un'yō, Taiyō 1942

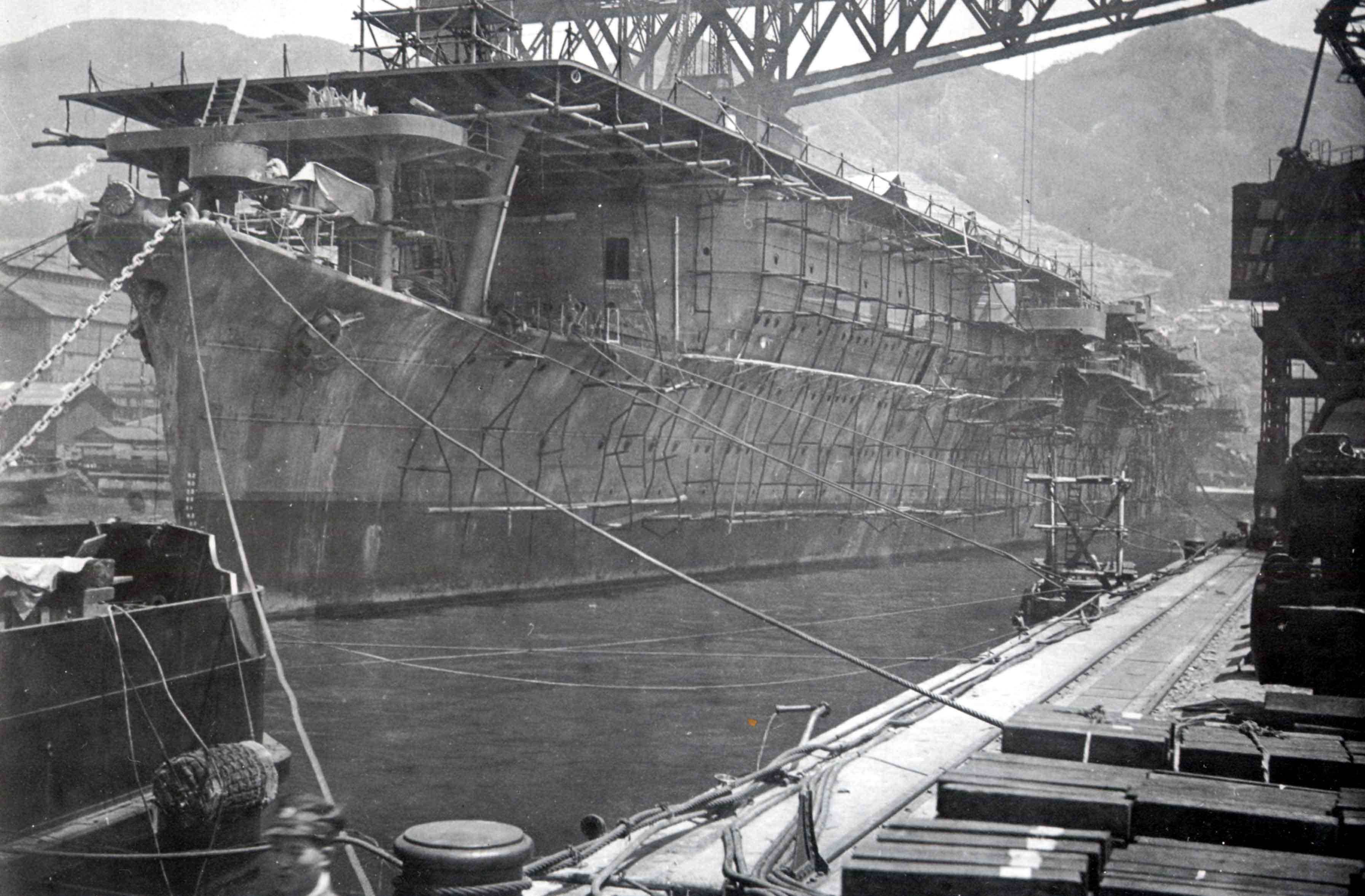
La portaerei Sōryū in fase di completamento nel 1937

### Incrociatori
- 1 di 4 incrociatori pesanti di classe Takao: Atago (1932)
- 1 di 4 incrociatori pesanti di classe Myoko: Nachi (1928)
- Incrociatore leggero Ōyodo (1943)

### Cacciatorpedinieri
- Cacciatorpedinieri di classe Harusame 1905

### Sottomarini
- Sottomarini di classe I-400
- Sottomarini di classe I-201

### Navi appoggio per idrovolanti
- Chitose, nave appoggio per idrovolanti di classe Chitose 1936
- Chiyoda, tender per idrovolante classe Chitose 1937

## Armi navali progettate a Kure

### Cannoni navali
- 40(46) cm/45 cannone navale Tipo 94, armamento principale della corazzata classe Yamato
- Cannone navale da 10 cm/65 Tipo 98, armamento principale del cacciatorpediniere di classe Akizuki e armamento secondario dell'incrociatore leggero Ōyodo e della portaerei Taihō